# Team Esbjerg
El Team Esbjerg es un club de balonmano femenino danés de la ciudad de Esbjerg.

## Palmarés
- Liga danesa (5): 2016, 2019, 2020, 2023, 2024

- Copa de Dinamarca (5): 2017, 2021, 2022, 2023, 2024
- Supercopa de Dinamarca (3): 2015, 2019, 2022

## Plantilla 2024-25
La plantilla para la 2024-25:
|  | Guardametas - 12 Anna Kristensen - 16 Amalie Milling Pivotes - 3 Kaja Kamp - 10 Kathrine Heindahl - 11 Rikke Iversen Central - 4 Michala Møller - 25 Henny Reistad | Lateral - 8 Live Rushfeldt Deila - 9 Nora Mørk - 18 Mette Tranborg - 22 Line Haugsted - 14 Judith van der Helm Extremo - 17 Elin Hansson - 20 Marit Røsberg Jacobsen - 24 Sanna Solberg - 27 Anne Tolstrup - 29 Sarah Dekker |

### Entradas y salidas para la 2025-26
|  | Llegadas - Olivia Löfqvist - Tabea Schmid - Helene Kindberg | Salidas - Amalie Milling - Kaja Kamp - Kathrine Heindahl |